# Elettariopsis triloba
Elettariopsis triloba är en enhjärtbladig växtart som först beskrevs av François Gagnepain, och fick sitt nu gällande namn av Ludwig Eduard Loesener. Elettariopsis triloba ingår i släktet Elettariopsis och familjen Zingiberaceae. Inga underarter finns listade i Catalogue of Life.